# Valea Moldovei
Valea Moldovei é uma comuna romena localizada no distrito de Suceava, na região de Bucovina. A comuna possui uma área de 77.20 km² e sua população era de 3779 habitantes segundo o censo de 2007.